# A2Velas
A2Velas es un grupo de rap español de Córdoba (España), formado a principios en 1997 por Jowen, Raúl y ElBucanero.

## Biografía
Surgiendo en 1997 tras la descomposición del grupo "957 Kolt", no es hasta el año 1998 cuando A2Velas graba su primera Maqueta "Desdelokotidiano, sabes?!?!", en la que colaboran artistas como Dobleache, Dave Bee (como productor) y Pacto entre Castellanos, y que les permite recorrer el país de gira como teloneros de grupos más consagrados en la escena del Hip Hop en español como Geronación, Solo los Solo, Violadores del Verso, Jazz Two o La Puta Opepé.
En el año 2000, de la mano del sello Funkdamental, graban su primera referencia profesional con el LP "Superbucanerabanda presenta: A2VELAS", con la ayuda de su DJ Dj Kaderas y contando con las colaboraciones de Dobleache y Payo Malo como vocalistas y R de Rumba y Giro er nene como productores.
Tras la ruptura laboral con el sello Funkdamental, A2Velas se sumerge en un parón musical como grupo de cuatro años, debido entre otros motivos a la disposición personal de los miembros del grupo, lo que les obliga a ir grabando temas sueltos cuando se reúnen y que dan lugar a la grabación de "En el juego", una maqueta de difusión gratuita a través de su página web.

## Discografía
- "Desdelokotidiano, sabes?!?!" (Maqueta) (1998)
- "Superbucanerabanda presenta: A2VELAS" (LP) (Funkdamental, junio de 2000)
- "En el juego" (Maqueta) (2004)